# Hilary Longhini
Hilary Longhini (Sondrio, 10 maggio 1986) è un'ex sciatrice alpina italiana specialista di supergigante e slalom gigante.

## Biografia
Originaria di Chiesa in Valmalenco e attiva in gare FIS dal dicembre del 2001, la Longhini esordì in Coppa Europa il 18 dicembre 2003 a Ponte di Legno/Passo del Tonale in discesa libera (49ª). Ai Mondiali juniores di Québec 2006 ottenne il primo risultato di prestigio della carriera: la medaglia di bronzo nel supergigante.
Il 15 dicembre 2006 esordì in Coppa del Mondo nella supercombinata di Reiteralm, chiusa con il 39º posto, e il 21 gennaio 2007 ottenne il suo miglior piazzamento nel massimo circuito internazionale: 19ª nello slalom gigante di Cortina d'Ampezzo. Il 15 febbraio 2007 colse a Sella Nevea in supergigante il suo miglior piazzamento in Coppa Europa (4ª) e il 3 febbraio 2008 prese per l'ultima volta il via in Coppa del Mondo, a Sankt Moritz in supergigante (49ª).
Nel prosieguo della sua carriera internazionale non ottenne più risultati di rilievo e si ritirò al termine della stagione 2011-2012; la sua ultima gara fu il supergigante dei Campionati italiani 2012, disputato il 22 marzo a Roccaraso e chiuso dalla Longhini all'11º posto. Non prese parte a rassegne olimpiche o iridate.

## Palmarès

### Mondiali juniores
- 1 medaglia
  - 1 bronzo (supergigante a Québec 2006)

### Coppa del Mondo
- Miglior piazzamento in classifica generale: 103ª nel 2007

### Coppa Europa
- Miglior piazzamento in classifica generale: 20ª nel 2006

### Campionati italiani
- 3 medaglie:
  - 1 oro (supergigante nel 2011)
  - 2 argenti (slalom speciale, combinata[1] nel 2005)